# All Kinds of Everything
Az All Kinds of Evertyhing (magyarul: Mindenféle dolgok) című dal volt az 1970-es Eurovíziós Dalfesztivál győztes dala, melyet az ír Dana adott elő angol nyelven.

## Az Eurovíziós Dalfesztivál
A dal a március 1-jén rendezett ír nemzeti döntőn nyerte el az indulás jogát.
A dal egy ballada, melyben az énekes számos dolgot felsorol, melyek szerelmére emlékeztetik őt.
A március 21-én rendezett döntőben a fellépési sorrendben tizenkettedikként adták elő, a német Katja Ebstein Wunder Gibt Es Immer Wieder című dala után. A szavazás során harminckét pontot szerzett, mely az első helyet érte a tizenkét fős mezőnyben. Ez volt Írország első győzelme.
A következő ír induló Angela Farrell One Day Love című dala volt az 1971-es Eurovíziós Dalfesztiválon.
A következő győztes a monacói Séverine Un Banc, Un Arbre, Une Rue című dala volt.

### Kapott pontok
| NED                                          | SUI | ITA | YUG | BEL | FRA | GBR | LUX | ESP | MON | GER | IRE |  |
| Kapott pontok                                | 5   | 6   | 0   | 0   | 9   | 1   | 4   | 2   | 3   | 0   | 2   |  |
| A tábla a fellépés sorrendjében van rendezve |     |     |     |     |     |     |     |     |     |     |     |  |

## Slágerlistás helyezések
| Slágerlisták (1970) | Lh.* |
| ------------------- | ---- |
| Ausztria            | 7    |
| Belgium (Flandria)  | 1    |
| Belgium (Vallónia)  | 16   |
| Dél-Afrika          | 7    |
| Egyesült Királyság  | 1    |
| Hollandia           | 2    |
| Írország            | 1    |
| Izrael              | 3    |
| Jugoszlávia         | 4    |
| Németország         | 4    |
| Svájc               | 3    |
| Szingapúr           | 1    |
| Új-Zéland           | 8    |

*Lh. = Legjobb helyezés.